# Red de rumbos

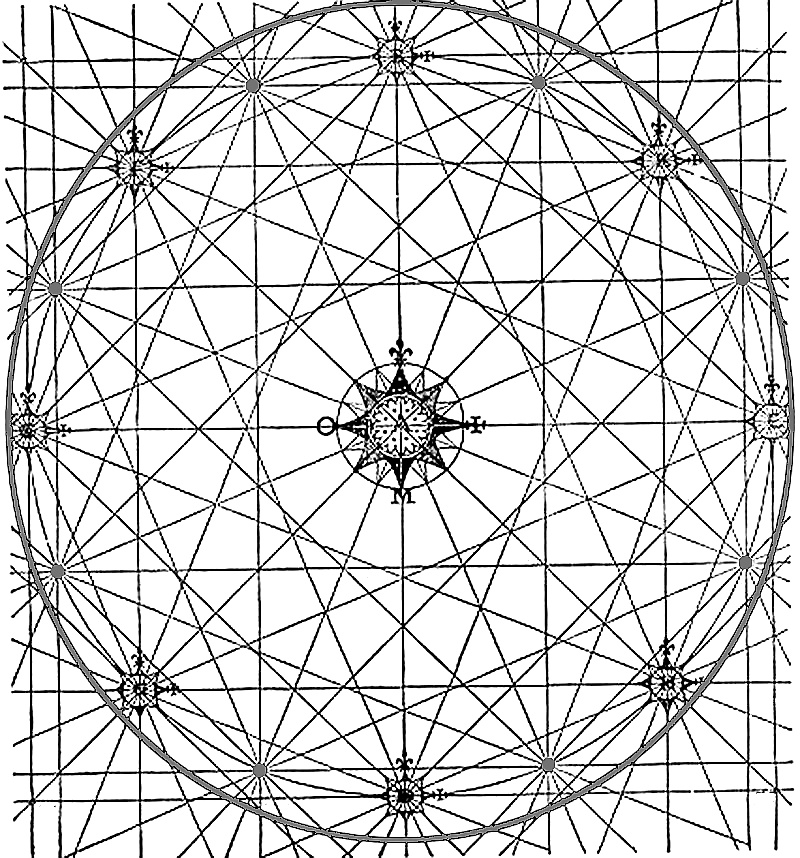
Red de rumbos - 16 nudos por Portulano

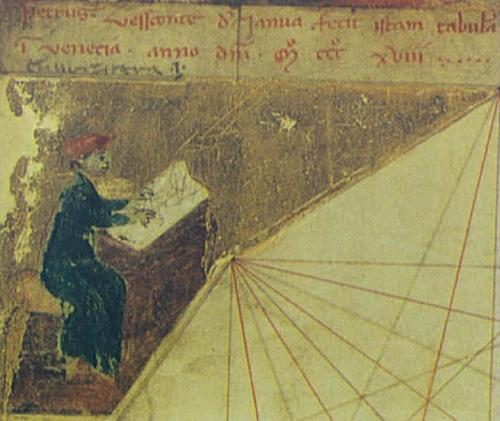
Imagen de Petrus Vesconte

La red de rumbos, o retícula de vientos, es una ayuda para la navegación que consiste en líneas dibujadas desde múltiples vértices en diferentes direcciones que forman una malla similar a una red sobre un mapa. Es una característica común que comparten todos los portulanos. La retícula se puede ver fácilmente mirando la cara trasera del portulano a contra-luz, ya que el pergamino es bastante transparente. El agujero en el centro del círculo origen del trazado también es visible desde esta parte trasera.

## Diseño de los portulanos

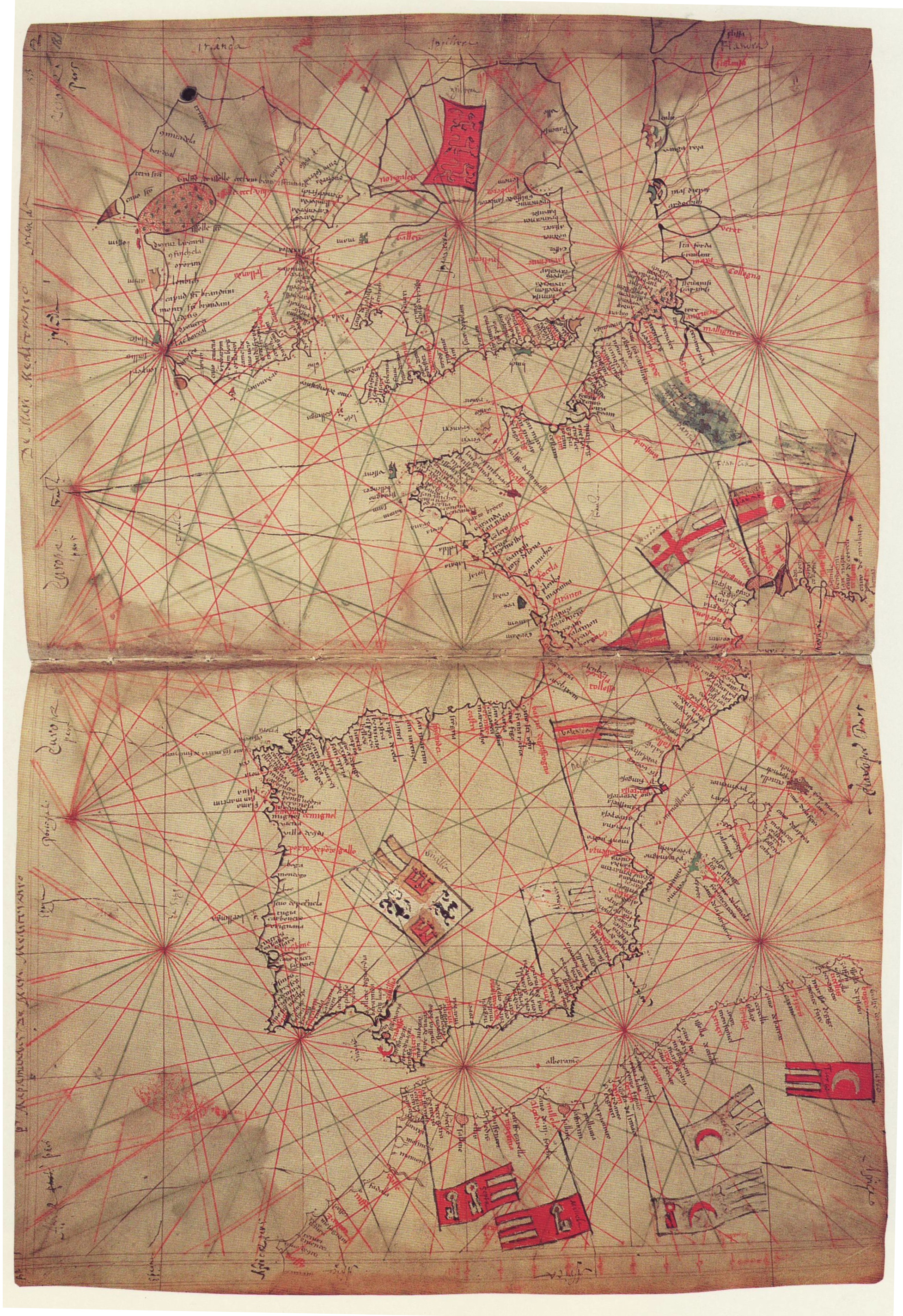
Portulano de Petrus Vescomte

Pujades en su libro Les cartes portolanes tiene un capítulo con todas las teorías conocidas y para aclarar las discusiones muestra la imagen de Petrus Vescomte dibujando un portulano en una de sus cartas en la que se ve que ha empezado a hacerlo dibujando primero las líneas de rumbo. Hay autores que le llaman red de vientos en lugar de usar el término red de rumbos o bien red de líneas de rumbo.
El círculo se divide en dieciséis partes iguales y los rumbos se representan por esta red de líneas que unen cada uno de los vértices que dividen el círculo con los otros vértices opuestos pero con una cadencia un vértice sí un vértice no, con un total de líneas que deja cada vértice conectado con 7 de los restantes y sin conectar con los otros 8. Las líneas de la retícula se llaman líneas de rumbo o de forma compactada líneas-rumbo.
Las líneas de los rumbos para los ocho rumbos principales (o direcciones) se dibujan con tinta negra (o, a veces de oro); los ocho rumbos intermedios se dibujan de color verde; y en el caso de una rosa de 32 vientos, los dieciséis vientos restantes (cuartas) se dibujan de color rojo. La intersección de todo este conjunto de líneas-rumbo determinan sobre los portulanos una muestra variada y simétrica de: cuadrados, paralelogramos, trapezoides y triángulos.

## Proceso de creación de los portulanos
El proceso de creación de un portulanos solía ser como sigue:
- Se preparaba un pergamino de buen tamaño -o varios pegados ..-
- Se dibujaba un hexadecágono bien centrado (o dos enganchados por un vértice) con la red de 16 líneas-rumbo por vértice (con los diferentes colores indicados anteriormente: negro verde y rojo)[4]
- Se copiaba sobre la retícula la línea de las costas intentando que los vértices quedaran en lugares visibles, como puede verse en el portulano de Vescomte de la figura donde se aprecian las líneas-rumbo con sus centros formando un polígono regular de 16 vértices (hexadecágono) que queda muy bien centrado en el pergamino.
- En el caso del Mediterráneo los dos vértices opuestos del hexadecágono se situaban sobre lo que recibe el nombre de diafragma del portulano (eje del Mediterráneo .. o paralelo de Rodas)
- Para acabar, se rotulaba y decoraba con mayor o menor profusión según el uso final (adorno o navegación).

## Planisferios con doble hexadecágono
En los planisferios de gran tamaño, sobre todo en los que contienen los océanos (tipo mapamundi) se dibujan dos hexadecágonos de los que se hacen coincidir los dos vértices opuestos en el centro del portulano.

## Uso de las líneas de rumbos
Para calcular en una carta portulana el rumbo a seguir de un punto de origen a un punto de destino, se traslada -con ayuda de una regla de brazos paralelos, la recta trazada desde el punto de origen al punto de destino, sobre la rosa de vientos más cercana a la posición del barco, obteniendo en ella el rumbo a seguir para llegar al punto de destino.